# Thelymitra grandiflora
Thelymitra grandiflora är en orkidéart som beskrevs av Robert Desmond David Fitzgerald. Thelymitra grandiflora ingår i släktet Thelymitra och familjen orkidéer. Inga underarter finns listade i Catalogue of Life.